# Gouden boomtimalia
De gouden boomtimalia (Cyanoderma chrysaeum synoniemen:Stachyridopsis chrysaea of Stachyris chrysaea) is een zangvogel uit de familie Timaliidae (timalia's).

## Verspreiding en leefgebied
Deze soort komt voor van de Himalaya tot Indochina en Sumatra en telt zes ondersoorten:
- C. c. chrysaeum: van de oostelijke Himalaya tot noordelijk Myanmar en zuidwestelijk China.
- C. c. binghami: noordoostelijk India en westelijk Myanmar.
- C. c. auratum: oostelijk Myanmar, noordelijk Thailand, zuidelijk China en noordelijk Indochina.
- C. c. assimilis: zuidoostelijk Myanmar en westelijk Thailand.
- C. c. chrysops: zuidelijk Malakka.
- C. c. frigidum: Sumatra.

## Status
De grootte van de populatie is niet gekwantificeerd maar de soort wordt omschreven als op de meeste plaatsen algemeen. Op de Rode lijst van de IUCN heeft deze soort de status niet bedreigd.